# Walter Kannemann
Walter Kannemann (* 14. März 1991 in Concepción del Uruguay) ist ein argentinischer Fußballspieler. Er wird auf der Position eines Innenverteidigers eingesetzt, alternativ auch auf der linken Abwehrseite. Sein spielstarker Fuß ist der linke.

## Verein
Kannemann wuchs den größten Teil seiner Kindheit und seiner Jugend in der Ciudad Evita auf. Er war seit seinem achten Lebensjahr im CA San Lorenzo aktiv, mit dem er an Kinderturnieren und im Freizeitfußball teilnahm. Im Alter von 14 Jahren kam er in den Nachwuchsbereich des Klubs. Mit dem Eintritt von Diego Simeone als Trainer bei San Lorenzo wurde die Arbeit im Nachwuchsbereich belebt und einige Spieler aus dem eigenen Nachwuchs schafften den Sprung in den Profikader, unter ihnen Kannemann. Sein Debüt in der Primera División (Argentinien) gab Kannemann am 20. März 2010, im Heimspiel gegen den CA Colón. In dem Spiel stand er in der Startelf. Sein erstes Pflichtspieltor für San Lorenzo erzielte Kannemann ebenfalls im Ligabetrieb. Am 24. Juni 2012 traf er im Heimspiel gegen den CA San Martín de San Juan in der 55. Minute zur 2:1-Führung (3:1). Ab der Saison 2012/13 entwickelte sich Kannemann bei San Lorenzo zum Stammspieler und gab 2013 seinen Einstand auf internationaler Klubebene. In der Copa Sudamericana 2013 trat sein Klub mit ihm in der Anfangsformation am 5. September 2013 im Rückspiel der zweiten Runde gegen River Plate an. Mit dem 0:0 aus dem Spiel schied San Lorenzo nach der 1:0-Hinspielniederlage aus dem Wettbewerb aus, konnte im Folgejahr aber eine umso größeren Erfolg feiern. Der Klub trat in der Copa Libertadores 2014 an und konnte dieses Turnier gewinnen. Kannemann trat dabei in fünf Spielen an (kein Tor). Der Sieg qualifizierte den Klub zur Teilnahme an der FIFA-Klub-Weltmeisterschaft 2014. Kannemann zog bei dem Turnier mit San Lorenzo ins Finale, unterlag in diesem aber Real Madrid mit 2:0. Kurz nach diesem Spiel gab San Lorenzo bekannt, dass diese Kannemann nach Mexiko an Atlas Guadalajara verkauft hatten.
Mit Atlas trat Kannemann künftig in der Liga MX an. Sein Debüt in der Liga gab er in der Clausura der Saison 2014/15 am 17. Januar 2015. Im Heimspiel gegen die Monarcas Morelia, stand er in der Startelf und erzielte in der 67. Minute auch sein erstes Pflichtspieltor für Atlas. Bei Atlas erzielte Kannemann sein erstes Tor in einem internationalen Klubwettbewerb. Am 22. April 2015 im letzten Gruppenspiel in der Copa Sudamericana 2015 traf sein Klub auswärts auf den Independiente Santa Fe aus Argentinien. In dem Spiel traf er in der 61. Minute den Anschlusstreffer zum 2:1 (3:1). Nachdem Kannemann 48 Pflichtspiele (zwei Tore) für Atlas bestritten hatte, verließ er im Juli 2016 den Klub. Er wechselte nach Brasilien.
Kannemann unterzeichnete beim Grêmio FBPA aus Porto Alegre einen Kontrakt bis Jahresende 2019. Das erste Pflichtspiel für Grêmio bestritt Kannemann am 24. August 2016 im Copa do Brasil 2016. Im Achtelfinalrückspiel traf sein Klub auswärts auf Athletico Paranaense. In dem Spiel stand er in der Startformation. Am Ende der Saison hatte Kannemann in dem Turnier acht Spiele bestritten, darunter auch beide Finalspiele, in denen sich Grêmio gegen Atlético Mineiro durchsetzen konnte. Vier Tage später kam Kannemann auch zu seinem ersten Spiel in der brasilianischen Série A. Am 28. August, dem 22. Spieltag der Série A 2016 spielte Grêmio mit Kannemann in der Anfangsformation gegen Atlético Mineiro. In der Folgesaison 2017 erzielte er zum ersten Mal für Grêmio ein Tor. Im Viertelfinalhinspiel im Copa do Brasil 2017 musste sich der Klub mit Athletico Paranaense auseinandersetzen. Beim 4:0-Sieg Grêmios traf Kannemann in der 33. Minute zum 3:0. Noch im selben Jahr traf er auch erstmals in der Série A. Am 35. Spieltag der Série A 2017 erzielte er am 15. November 2017 in der 34. Minute im Heimspiel gegen den FC São Paulo das einzige Tor der Partie. Mit Grêmio konnte Kannemann auch die Copa Libertadores 2017 gewinnen. In der anschließenden FIFA-Klub-Weltmeisterschaft 2017 traf er, wie auch schon 2014 mit San Lorenzo, auf Real Madrid. Die Partie endete 1:0 für Real Madrid. Kurz nach dem Finale gab Grêmio die Vertragsverlängerung mit Kannemann bis Ende 2020 bekannt. Grêmio wurde im Mai 2018 von Atlas bei der FIFA angeklagt, da Grêmio 2017 die letzte von drei Raten für den Wechsel von Kannemann nicht gezahlt hat. Die Klubs konnten sich aber gütig einigen und Atlas zog seine Klage zurück. Nach Abschluss der Série A 2021 musste der Klub aus Série A absteigen. Kannemann konnte aber in der Série B 2022 den direkten Wiederaufstieg mit dem Klub erreichen.

## Nationalmannschaft
2018 spielte Kannemann erstmals für die Nationalmannschaft Argentiniens. Mehrmals erhielt er nach der Fußball-Weltmeisterschaft 2018 Einladungen zu Freundschaftsspielen. Seinen ersten Einsatz erhielt er am 7. September 2018. Im Spiel gegen die Auswahl von Guatemala wurde Kannemann in der 66. Minute für Ramiro Funes Mori eingewechselt. Danach kam er noch zu zwei weiteren Spielen gegen den Irak und Mexiko. Im Spiel gegen Mexiko am 20. November stand er das erste Mal in der Startformation.

## Erfolge
San Lorenzo
- Copa Libertadores: 2014
- Argentinischer Meister: 2013/14

Grêmio
- Copa do Brasil: 2016
- Copa Libertadores: 2017
- Staatsmeisterschaft von Rio Grande do Sul: 2018, 2019, 2020, 2022, 2024
- Recopa Sudamericana: 2018
- Recopa Gaúcha: 2019

## Auszeichnungen
- Südamerikas Fußballer des Jahres Auswahlmannschaft: 2018 mit Grêmio
- Staatsmeisterschaft von Rio Grande do Sul Auswahlmannschaft: 2018 mit Grêmio